# 法显传

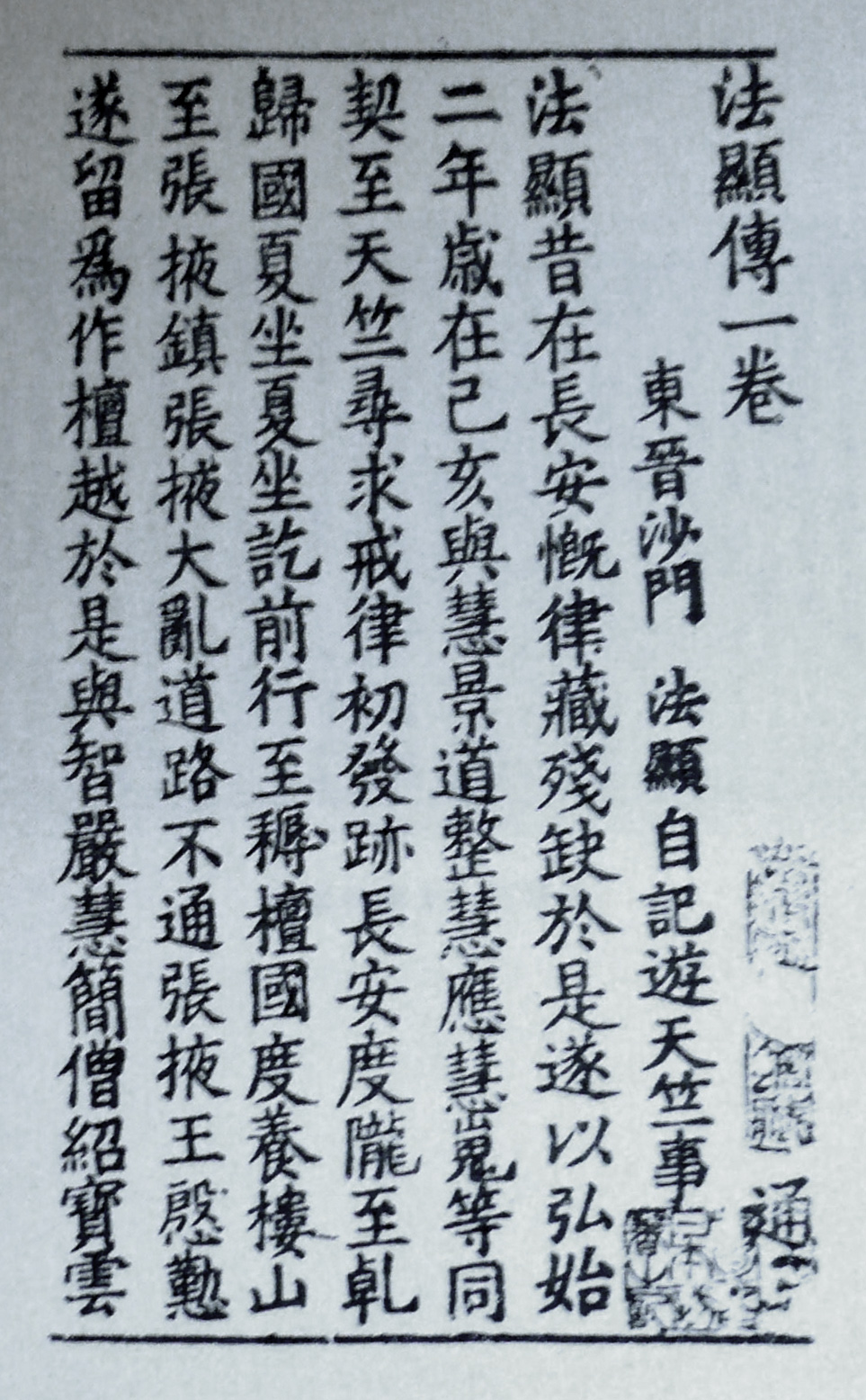
法显传宋刻本之首页

《法显传》是东晋高僧法显所著的游记。法显在弘始二年（400年），与慧景、道整、慧应、慧嵬等僧人，从长安出发，西渡流沙，到天竺寻求戒律。法显于义熙八年（412年）归国，前后14年。法显归国后著《佛国记》一书，记录西行见闻。《法显传》又名《佛国记》、《历游天竺记传》，《佛游天竺记传》、《释法明游天竺记》，是佛教史和中外交通史的重要文献。

## 行程
隆安三年(399年)，法显与慧景、道整、慧应、慧嵬，一行五位僧人、从长安出发，过陕西与甘肃之间的陇山到乾归国，逢夏日雨季，休整约三个月后，前往褥檀国。过养楼山到张掖镇，受到张掖王接待，会合智严、慧简、僧绍、宝云、僧景，结为同志，一同在张掖夏坐。夏坐完毕后，前往敦煌停留一个月。法显等五人先行，别过智严等五人，度大沙漠，行17日抵达鄯善国，国王信奉小乘学。在此住一个月，前往乌夷国，国中有僧四千余，信奉小乘。住二月余，向西南进发，35日后，抵达于阗，国中有僧数万，信奉大乘教。再25日抵达子合国，有大乘教僧人千余，法显等在此住15日，入葱岭到于麾国，山行25日到竭叉国，由此西北，度葱岭抵达北天竺小国陀历，有小乘僧人。西南行15日过新头河，道路艰难险阻，汉之张骞，甘英未曾到此。度河，抵达乌苌国，小乘佛法盛行。慧景，道整，慧达三人先行，前往那竭国，法显留此坐夏。坐夏毕，南下至宿呵多国。东行五日，抵达犍陀卫国，国人多奉小乘学。

## 評價
- 季羡林曾比較過《佛国记》與《大唐西域記》，他認為玄奘前往印度時，佛教在印度已經逐漸沒落了[3]。

## 翻译本
- 英 理雅各 《沙门法显自记游天竺事》
- 德 Max Deeg, Das Gaoseng Faxian zhuan, Wiesbaden, Harrasowwitz, 2005
- 日 长泽和俊 法显传校注